# خليج مارينا (سنغافورة)
خليج مارينا هو خليج يقع في المنطقة الوسطى من سنغافورة، وتحيط به أربع مناطق تخطيط أخرى، وسط المدينة، ومارينا إيست، ومارينا ساوث، وستريتس فيو.